# NGC 3357
NGC 3357 este o radiogalaxie situată în constelația Leul. A fost descoperită în 5 aprilie 1864 de către Albert Marth. Se află la o distanță de 140,11 de megaparseci de Pământ.